# Antonov An-30
Antonov An-30 (NATO oznaka: Clank) je različica letala An-24 namenjenu fotografiranju z zraka. Biro Berijev je sprva zasnoval letalo kot An-24FK (FK - fotokartografičeskij). Prvi let An-24FK je bil 21. avgusta 1967. Kasneje so letalo preimenovali v An-30.
Letalo je letelo na višini med 2000 in 7000 metrov. Opremljen je bil s 4-5 kamerami. Slike so bile v velikosti med 1:200 000 in 1:15 000 000.

## Specifikacije (An-30)
Podatki iz Jane's All The World's Aircraft 1988–89
Splošne karakteristike
- Posadka: 7
- Dolžina: 24,26 m (79 ft 7 in)
- Razpon kril: 29,20 m (95 ft 9½ in)
- Višina: 8,32 m (27 ft 3½ in)
- Površina kril: 75 m² (807 ft²)
- Vitkost: 11,4:1
- Teža praznega letala: 15590 kg (34370 lb)
- Maks. vzletna teža: 23000kg (50706lb)
- Pogon letala: 2 ×  turboprop ZMKB Progress AI-24T, 2103 kW (2803 KM)  vsak

 Zmogljivost 
- Maks. hitrost: 540 km/h (291 vozlov, 335 mph)
- Potovalna hitrost: 430 km/h (232 vozlov,  267 mph)
- Doseg: 2630 km (1420 nm,  1634 milj)
- Višina leta: 8300m (27230 ft)